# Jesús en el maniqueísmo

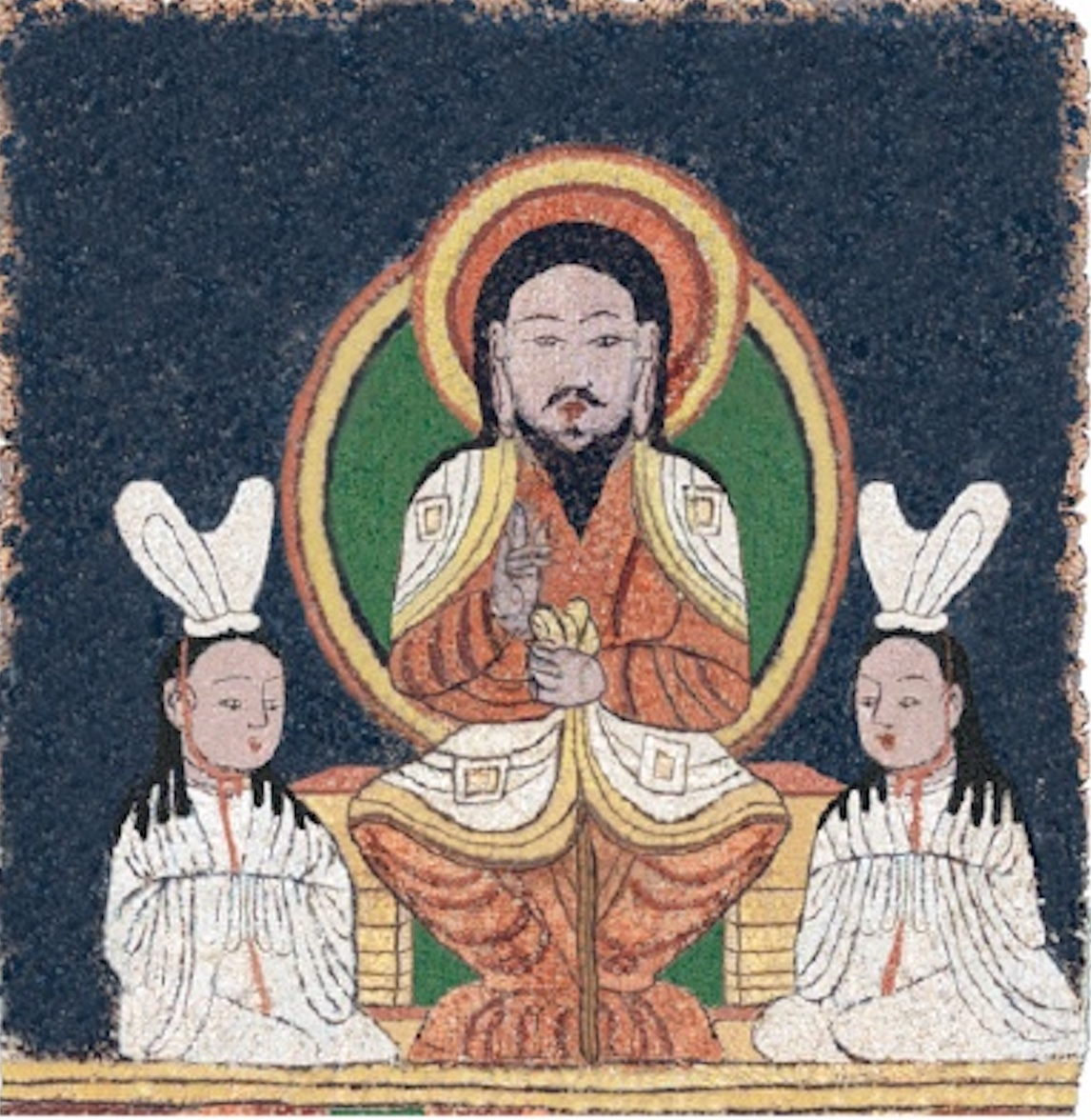
Icono de Jesús entronizado en un pendón maniqueo, descubierto en Karakhoja,.

En el maniqueísmo, Jesús (romanización del parto y pahlavi: Yyšw‘ [Yišō]: 474 ) se considera como uno de los cuatro profetas de dicha religión, junto con Zoroastro, Buda Gautama y Mani;: 368  también es una «deidad de guía» que recibe a los cuerpos de luz de los justos después de su liberación.: 352 

## Jesús y Mani
Mani estuvo expuesto a diversas formas de cristianismo en el sur de Mesopotamia del siglo III, y Jesús formó un componente importante en sus enseñanzas. Mani se crio en una comunidad judeocristiana de los elcesaitas y tuvo contacto con otros grupos cristianos, como los bardesanistas y marcionistas. En esta región occidental del Imperio sasánida, el zoroastrismo fue significativamente menos dominante que en las provincias centrales. El entorno cosmopolita y multiétnico de la Mesopotamia de la antigüedad tardía permitió al bien educado Mani considerar las enseñanzas de otros profetas en relación con las suyas. Si bien también Zoroastro y el Buda histórico fueron comentados, Jesús recibió la mayor atención en los escritos de Mani. Los vínculos de Mani con Jesús se dividen en tres temas principales: «Jesús como salvador personal de Mani» (como se ve en el Códice Maniqueo de Colonia), «Mani como el apóstol de Jesucristo» (como se ve en el sello de cristal de Mani y como una autodesignación en sus cartas), y «Mani como el paráclito de Jesús» (como se ve en las designaciones de sus discípulos). En un sermón conservado en una traducción copta del Egipto del siglo IV, Mani resume la vida de Jesús.: 135 
Diversas fuentes confirman que los temas de origen cristiano, especialmente la figura de Jesús, siguen siendo significativos a lo largo de la historia maniquea. Los escritos de Agustín documentan la devoción de los maniqueos a Jesús. Los himnos maniqueos a Jesús se conservan en una variedad de idiomas, especialmente en copto del Egipto del siglo IV y, en menor grado, en parto, sogdiano, persa medio y uigur, de Karakhoja en el siglo VIII al XI, e incluso en chino medio, del norte de China del siglo VIII. Esta riqueza de temas de Jesús, especialmente en la parte occidental del mundo maniqueo, llevó a una lectura cristiana del maniqueísmo que dominó los primeros estudios de esta religión. Hoy en día, las opiniones sobre el origen del maniqueísmo se dividen en dos interpretaciones opuestas, según las cuales el maniqueísmo se originó en el zoroastrismo con fuertes influencias cristianas o, viceversa, en el cristianismo con fuertes influencias zoroastrianas. No importa cuál de estos dos puntos de vista tradicionales se sostenga, es indudable que los sujetos de Jesús fueron parte integral del maniqueísmo.: 135 

## En el pensamiento maniqueo

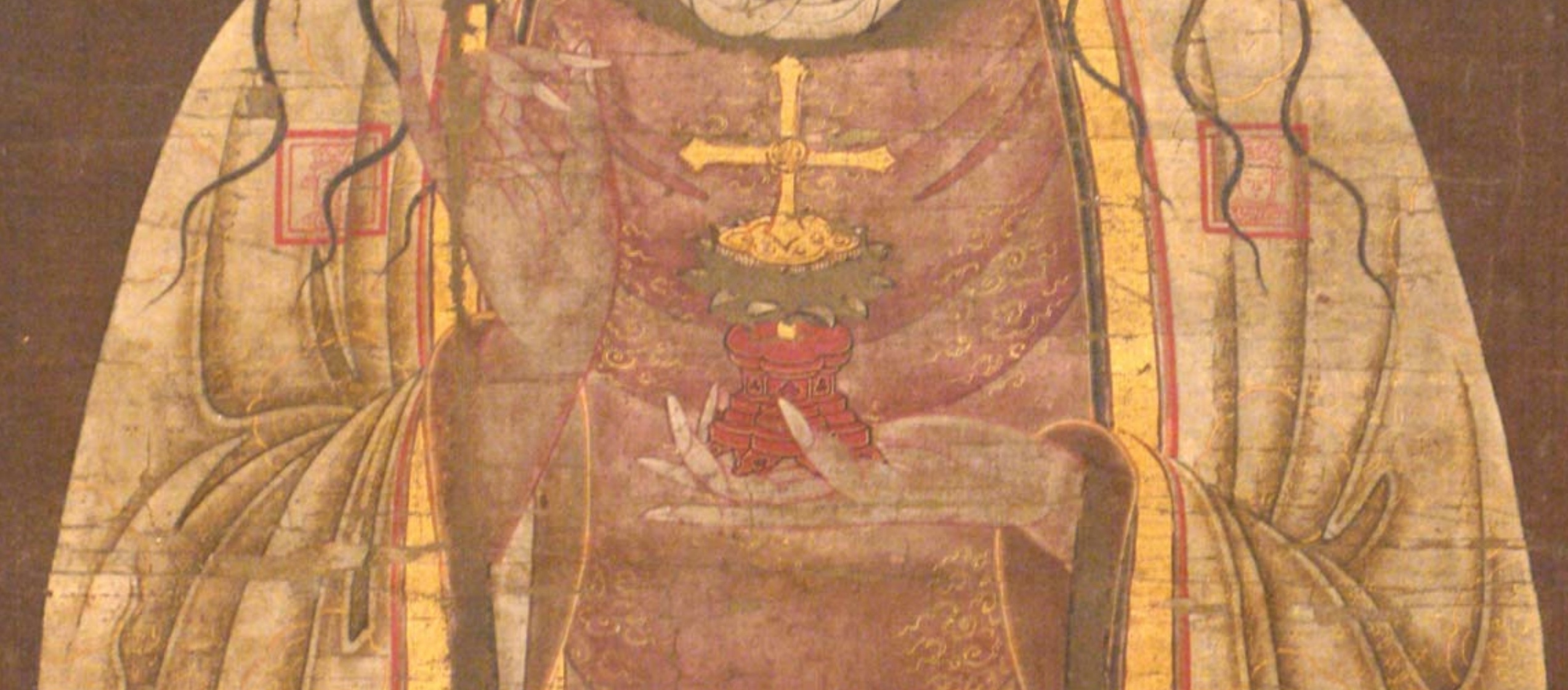
La Cruz de la Luz, junto con el dualismo, son símbolos de dos enseñanzas maniqueas fundamentales. Detalle de la en, colores y oro sobre seda, dinastía Song del Sur.

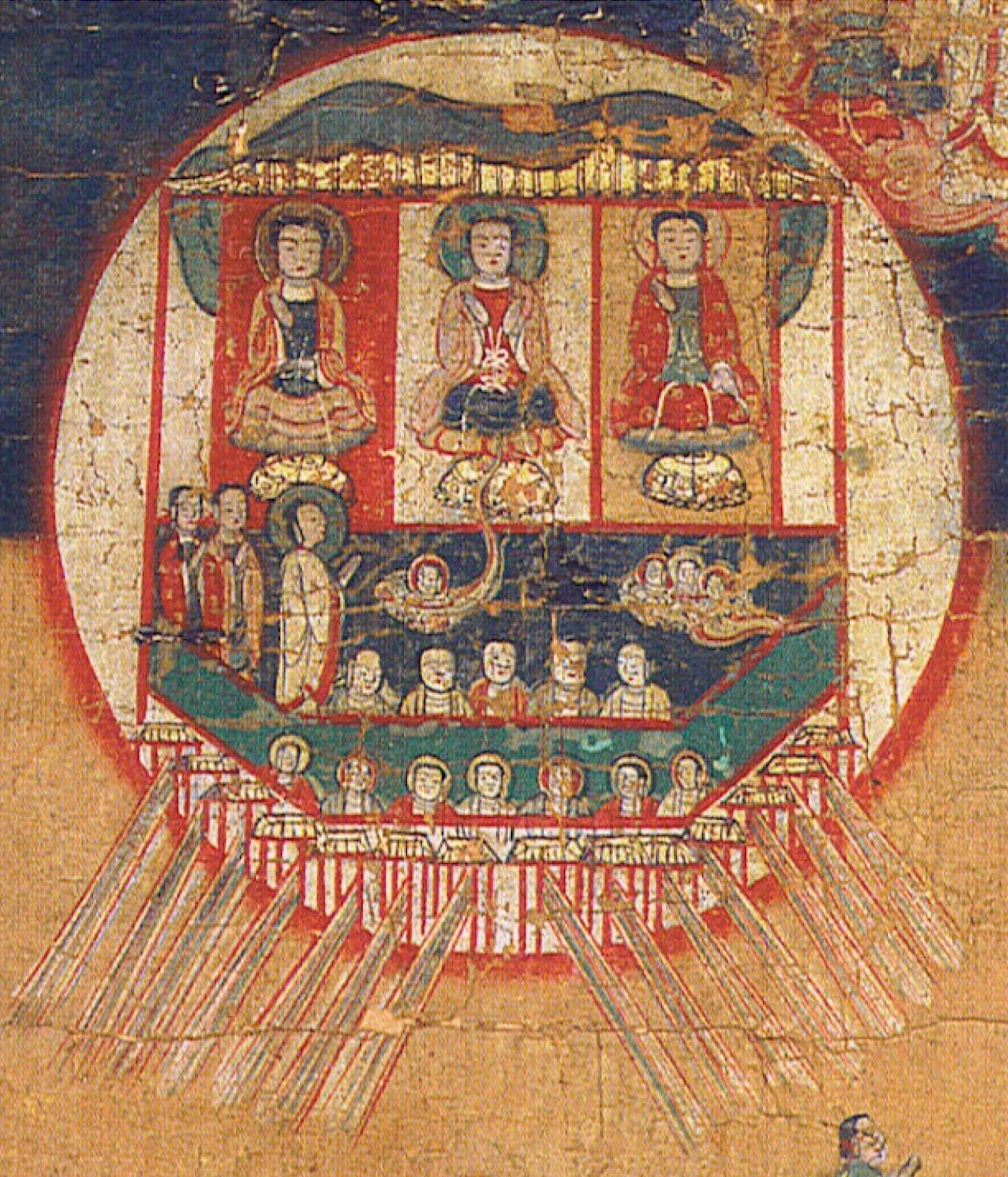
«La luna en la luz de la liberación». Nave de la Luna: tres deidades (de izquierda a derecha, Doncella de la Luz, Jesús y Hombre Primordial), cinco ángeles recolectores de almas, siete pilotos, catorce puertas, agentes divinos, Mani en túnica blanca como observador en círculo; cuatro agentes divinos arriba. Detalle del en, colores y oro sobre seda, dinastía Yuan (–).

En el uso cristiano original, el nombre propio de Jesús (tradicionalmente interpretado como «Yahweh es la ayuda») podría o no estar acompañado por el epíteto Cristo o Mesías, pero Cristo también se usó solo, como si fuera un nombre en sí mismo. Mediante el uso de tales epítetos, los Padres de la iglesia primitiva expresaron su convicción de que en Jesús Israel se había cumplido la esperanza de un redentor escatológico.
En las enseñanzas gnósticas, por otro lado, había una fuerte tendencia a separar al Jesús terrenal, es decir, el hombre Jesús de Nazaret, del Cristo celestial, el salvador cósmico, una distinción que ya puede haber sido prefigurada en la comunidad judeocristiana de los elcesaitas, en la que Mani creció con la idea de un Jesús cósmico sufriendo en la tierra y en el agua. En el maniqueísmo no se encuentra la noción cristiana del sacrificio único de Jesús y, por lo tanto, parece que Jesús no era esencial para la doctrina maniquea. En realidad, sin embargo, fue una de las figuras más populares en los escritos maniqueos y se pueden distinguir al menos seis aspectos diferentes, todos los cuales fueron de gran importancia para las creencias y el culto maniqueos.
1. Jesús el resplandor o Jesús Esplendor (Yišōʿ zīwā) es el salvador que redime la luz aprisionada en el hombre; la Inteligencia redentora, el Gran Nous, es su emanación (no distingue entre los dos). Jesús el resplandor es una de las deidades redentoras de la «tercera evocación» (una serie de deidades evocadas por el Padre de la Grandeza con el propósito de la salvación) y es considerado como una emanación del Tercer Mensajero, primer miembro de la tercera evocación, pero, debido a su gran importancia y múltiples funciones, su posición en la jerarquía divina a veces se representa de manera diferente, por ejemplo, como Hijo de la Grandeza (es decir, del Padre de la Grandeza) o Hijo del primer hombre (segundo miembro de la «primera evocación»).[6]
2. Jesús sufriente (Jesus patibilis) es idéntico al Ser Viviente, es decir, la luz que está aprisionada en la materia; como el Jesús histórico, se le representa crucificado en el mundo.[6]
3. Se cree que el Jesús histórico de Nazaret apareció en la tierra como un apóstol de la luz en forma humana, proclamando la verdad y realizando milagros. La creencia de que durante su existencia terrenal solo pareció someterse al sufrimiento y la muerte refleja la cristología docética común del gnosticismo, que se basa en la suposición de que Jesús no tenía un cuerpo humano, sino solo uno espiritual. Muchas descripciones vívidas de su pasión y muerte parecen desmentir esta afirmación, y no se puede excluir que incluso los maniqueos las tomaran al pie de la letra. En otros casos, sin embargo, se afirma inequívocamente el carácter docético de la imagen maniquea de Jesús. En un texto parto, el cambio de forma y apariencia de Cristo se llama misterio, lo que recuerda la mención de Agustín de la mystica passio de Cristo. La aparente existencia corporal de Jesús permite concluir que Jesús en la tierra no fue más que una transformación de Jesús el resplandor.[6]
4. El Jesús resucitado, o escatológico, gobernará sobre la humanidad durante 120 años después de su juicio final y antes de que la gran conflagración purifique la luz redimible restante. Del sermón copto sobre la Gran Guerra, en el que se describe al mismo Jesús el resplandor como interpretando el Juicio Final, se desprende claramente que este aspecto también estaba estrechamente relacionado con el primero.[6]
5. Jesús el niño también se describe como una emanación de Jesús el resplandor. Se le explica mejor como la personificación de la voluntad de redención del alma. Es evidente que existe un vínculo entre Jesús sufriente y Jesús el niño, pero el problema requiere una mayor investigación.[6]
6. Jesús la luna: Como Jesús el resplandor tiene su asiento cósmico en la luna, al menos en la creencia popular, la luna se identifica con Jesús el resplandor. Un texto sogdiano contiene la frase «por la noche, cuando Jesús [la luna] salió».[6]

## Conclusión
Todos los aspectos de la imagen del Jesús maniqueo pueden subsumirse bajo los conceptos de una figura cósmica redentora y sufriente. A través de ellos, Jesús se vuelve casi omnipresente en la cosmología maniquea y el tipo clásico del «redentor redimido», una idea atribuida al pensamiento gnóstico. Por otro lado, en la mayoría de sus aspectos, Jesús puede ser reemplazado por entidades mitológicas más precisas: Jesús el resplandor está representado como el Gran Nous, Jesús sufriente como el Alma del Mundo, Jesús el niño como la entímesis de la Vida, Jesús la luna como la luna, etcétera.